# Oedera
 Oedera  L., 1771 è un genere di piante angiosperme dicotiledoni della famiglia delle Asteraceae (sottofamiglia Asteroideae).

## Etimologia
Il nome del genere è stato dato in onore di Georg Christian Edler von Oldenburg Öder (Oeder) (1728-1791),  fisico, economista, riformatore sociale e professore di botanica a Copenaghen.
Il nome scientifico del genere è stato definito dal botanico Carl Linnaeus (1707-1778) nella pubblicazione " Mantissa Plantarum Altera. Generum editionis VI & specierum editionis II. Holmiae [Stockholm]" ( Mant. Pl. Altera 159, 291) del 1771.

## Descrizione

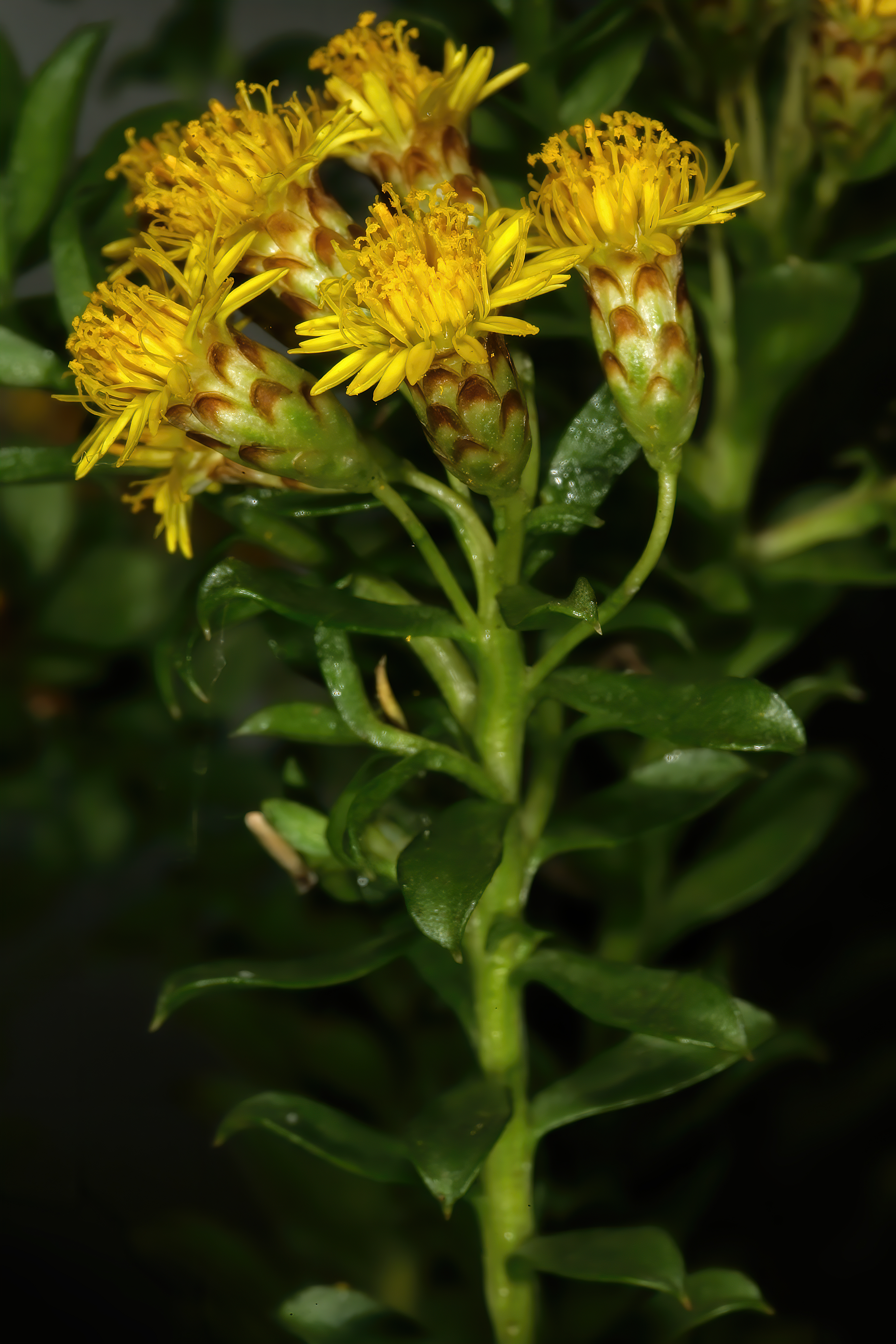
Il portamento
Oedera squarrosa

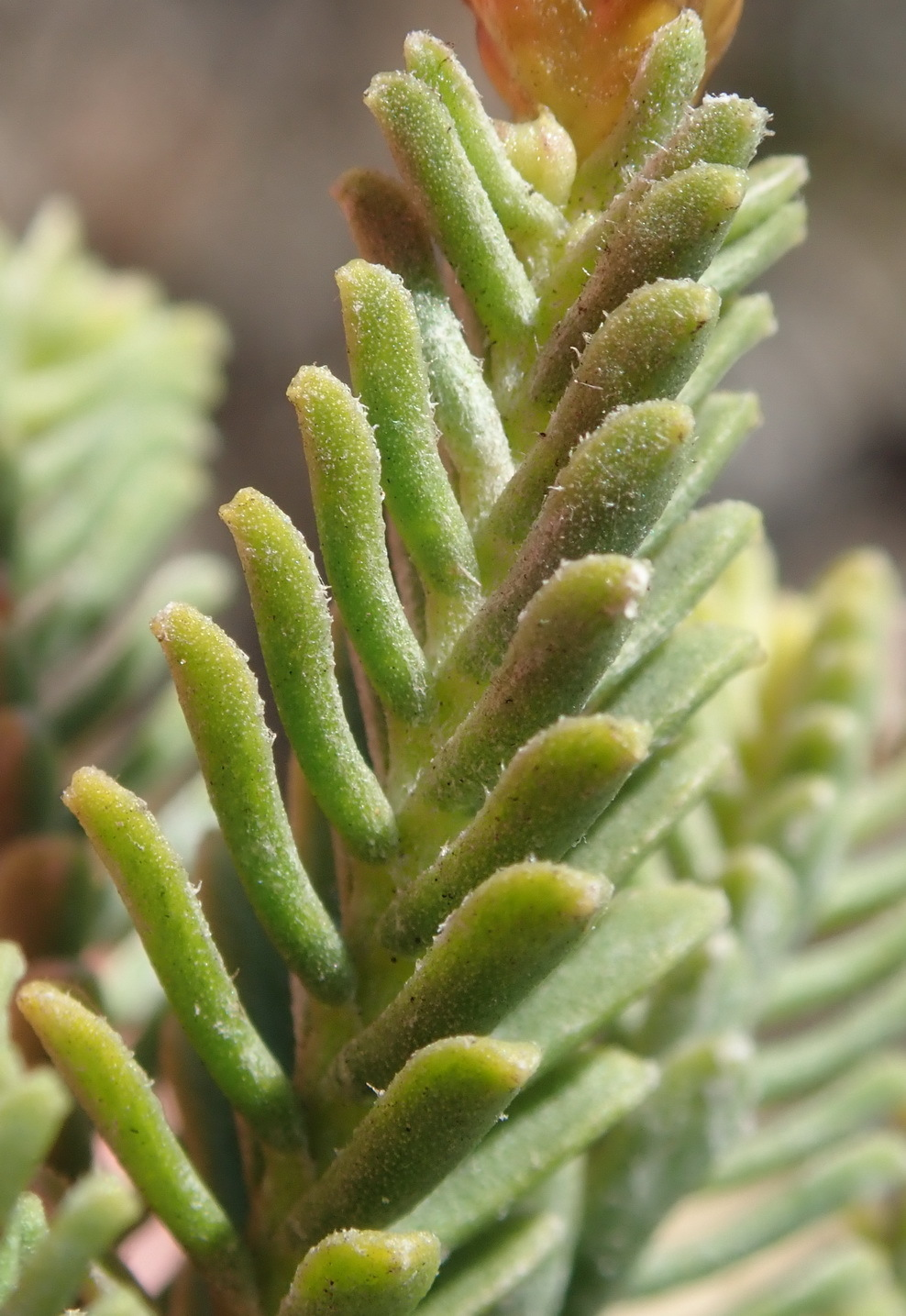
Le foglie
Oedera uniflora

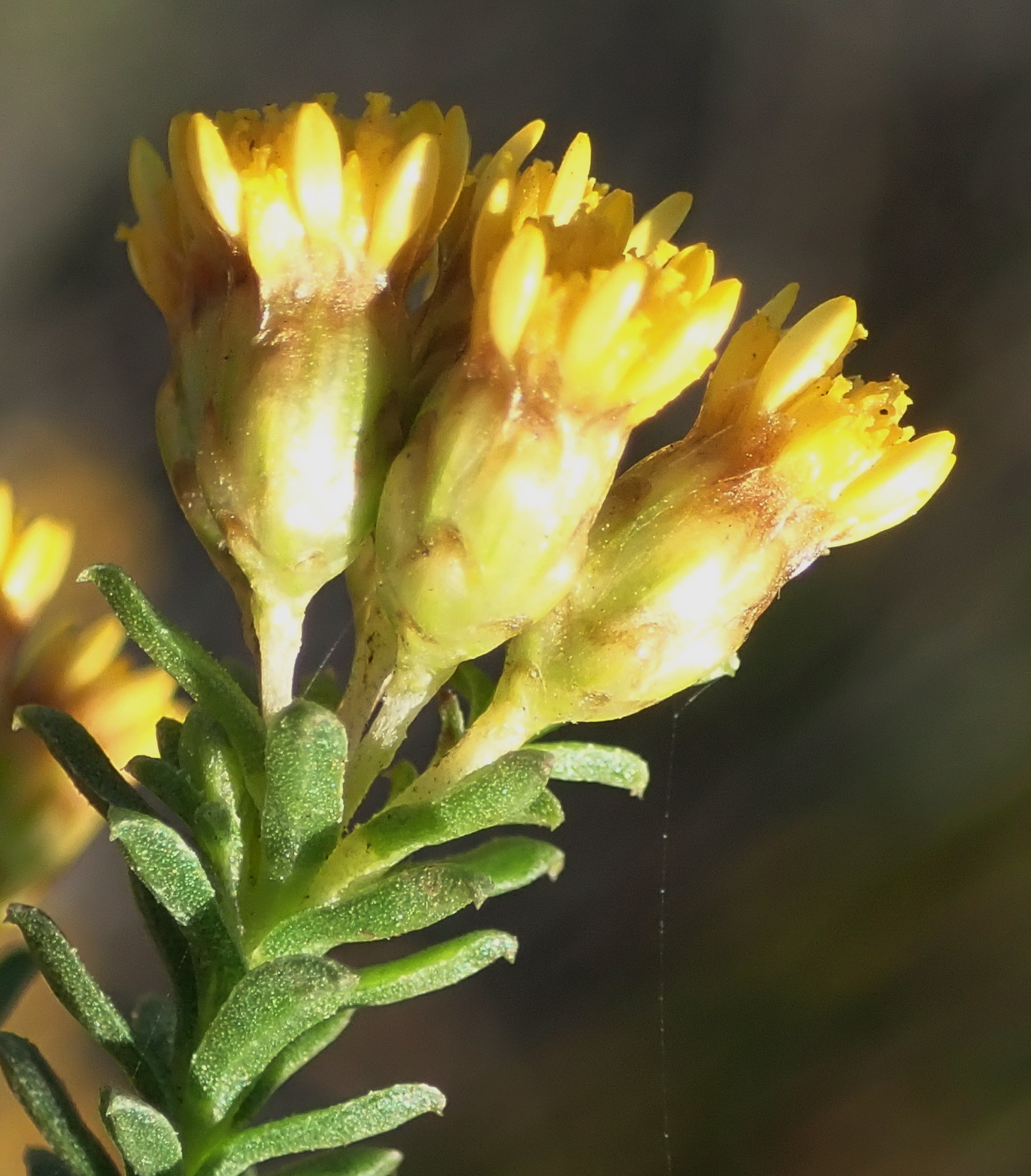
Infiorescenza
Oedera genistifolia

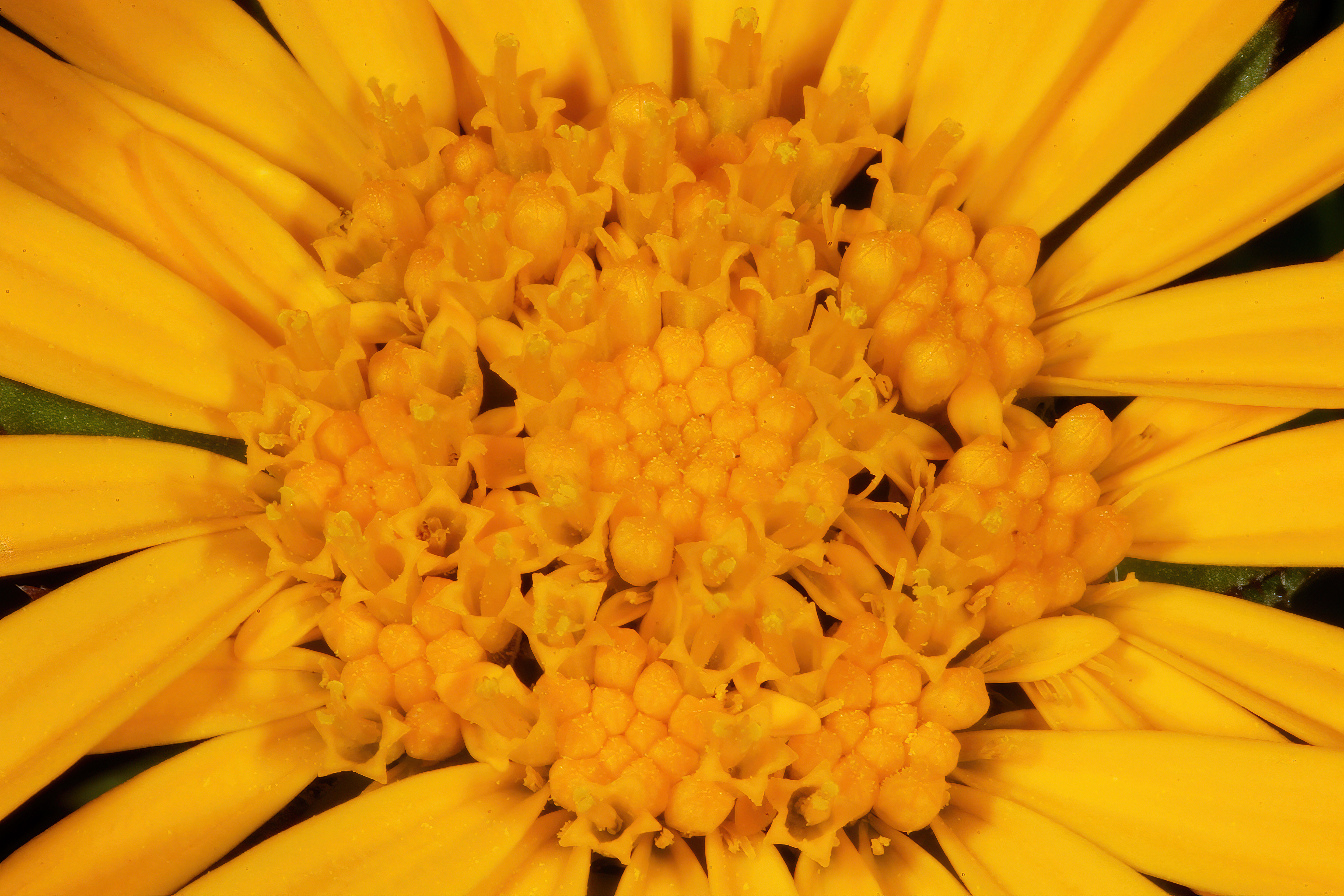
I fiori
Oedera capensis

Habitus. Le specie di questo genere hanno un habitus di tipo arbustivo. I cauli di queste piante sono provvisti del floema, ma non di canali resiniferi; mentre i sesquiterpeni lattoni sono normalmente assenti (piante senza lattice).
Fusto. La parte aerea in genere è eretta, semplice o ramosa.
Foglie. Le foglie in genere sono disposte in modo alternato o opposto e sono principalmente sessili. La lamina è intera con forme lanceolate strette; i margini sono continui e piatti. Spesso la superficie è tomentosa o lanosa (in particolare quella inferiore) oppure è ghiandoloso-pubescente (quella adassiale è semplicemente pubescente).
Infiorescenza. Le sinflorescenze sono composte da diversi capolini raccolti in densi corimbosi sottesi dalle foglie superiori. Le infiorescenze vere e proprie sono formate da un capolino terminale peduncolato di tipo discoide (con fiori omogami) o disciforme (con fiori eterogami). I capolini sono formati da un involucro, con forme da cilindriche a campanulate, composto da diverse brattee, al cui interno un ricettacolo fa da base ai fiori. Le brattee, brunastre a consistenza cartacea, sono disposte in modo più o meno embricato su più serie e possono essere connate alla base (strati di stereoma indiviso);  talora possono avere un margine ialino. Il ricettacolo è provvisto di pagliette a protezione della base dei fiori; la forma è piatta.
Fiori.  I fiori sono tetra-ciclici (formati cioè da 4 verticilli: calice – corolla – androceo – gineceo) e pentameri (calice e corolla formati da 5 elementi). Sono inoltre tubulosi, attinomorfi e si distinguono in:
- fiori del disco esterni: sono molti su 1 – 3 serie; sono femminili e sub-radiati;
- fiori del disco centrali: sono pochi (da 1 a 10); sono ermafroditi.

In questo gruppo di piante i fiori radiati (ligulati o del raggio) sono assenti; a volte sono confusi con i fiori femminili (tubulosi) del disco esterno più o meno sub-zigomorfi con un lembo piatto e possono essere interpretati come fiori del raggio.
- Formula fiorale:

*/x K {\displaystyle \infty }, [C (5), A (5)], G 2 (infero), achenio
- Calice: i sepali del calice sono ridotti ad una coroncina di squame.
- Corolla: la forma della corolla normalmente è tubolare con 5 lobi (raramente 4); i lobi hanno una forma deltata o più o meno lanceolata. I colori della corolla sono giallo e porpora (quest'ultimo colore solamente per alcune bande sui fiori esterni).
- Androceo: l'androceo è formato da 5 stami sorretti da filamenti generalmente liberi; gli stami sono connati e formano un manicotto circondante lo stilo; le teche (produttrici del polline) sono prive di sperone, ma hanno la coda (una sola); le appendici apicali delle antere hanno delle forme piatte; il tessuto endoteciale (rivestimento interno dell'antera) è quasi sempre polarizzato (con due superfici distinte: una verso l'esterno e una verso l'interno). Il polline è di tipo echinato (con punte sporgenti) a forma sferica è formato inoltre da due strati di ectesine, mentre lo strato basale è spesso e regolarmente perforato (tipo “gnafaloide”).[7]
- Gineceo: l'ovario è infero uniloculare formato da 2 carpelli. Lo stilo (il recettore del polline) è intero o biforcato con due stigmi nella parte apicale. Gli stigmi hanno una forma troncata; possono essere ricoperti da minute papille o avere dei penicilli apicali. Le superfici stigmatiche sono separate.[7]

Frutti. I frutti sono degli acheni con pappo. Gli acheni sono piccoli a forma cilindrica; la superficie è glabra o ricoperta di doppi peli allungati; il pericarpo può essere percorso longitudinalmente da 2 – 5 fasci vascolari. Il pappo in genere ridotto, è formato da corte scaglie (raramente un miscuglio di setole e scaglie) basalmente connate.

## Biologia
Impollinazione: l'impollinazione avviene tramite insetti (impollinazione entomogama tramite farfalle diurne e notturne).

Riproduzione: la fecondazione avviene fondamentalmente tramite l'impollinazione dei fiori (vedi sopra).

Dispersione: i semi (gli acheni) cadendo a terra sono successivamente dispersi soprattutto da insetti tipo formiche (disseminazione mirmecoria). In questo tipo di piante avviene anche un altro tipo di dispersione: zoocoria. Infatti gli uncini delle brattee dell'involucro (se presenti) si agganciano ai peli degli animali di passaggio disperdendo così anche su lunghe distanze i semi della pianta. Inoltre per merito del pappo il vento può trasportare i semi anche a distanza di alcuni chilometri (disseminazione anemocora).

## Distribuzione e habitat
Le specie di questo genere sono distribuite in Africa meridionale.

## Tassonomia
La famiglia di appartenenza di questa voce (Asteraceae o Compositae, nomen conservandum) probabilmente originaria del Sud America, è la più numerosa del mondo vegetale, comprende oltre 23.000 specie distribuite su 1.535 generi, oppure 22.750 specie e 1.530 generi secondo altre fonti (una delle checklist più aggiornata elenca fino a 1.679 generi). La famiglia attualmente (2021) è divisa in 16 sottofamiglie; la sottofamiglia Asteroideae è una di queste e rappresenta l'evoluzione più recente di tutta la famiglia.

### Filogenesi
Il genere di questa voce è descritto nella tribù Gnaphalieae (una delle 21 tribù della sottofamiglia Asteroideae) e in particolare nella sottotribù Relhaniinae. Da un punto di vista filogenetico, la tribù Gnaphalieae fa parte del supergruppo (o sottofamiglia) "Asteroideae grade"; l'altro è il supergruppo "Non-Asteroideae" contenente il resto delle sottofamiglie delle Asteraceae. All'interno del supergruppo è vicina alle tribù Senecioneae, Calenduleae, Astereae e Anthemideae.
La sottotribù Relhaniinae (Relhania Clade) è un gruppo formalmente riconosciuto appartenente alla grande tribù delle Gnaphalieae. La sua posizione è "basale" ed è "sorella" al resto della tribù. La sottotribù è caratterizzata dall'avere un pappo ridotto, le foglie con pubescenza adassiale (la parte abassiale è ricoperta da ghiandole puntate) e solcate, i capolini solitari e i cromosomi diploidi con numero 14. Relhaniinae, da un punto di vista filogenetico, è divisa in due cladi. Il genere di questa voce appartiene al secondo clade caratterizzato da foglie intere e prive di denti. Il secondo clade è formato da due subcladi: "Arrowsmithia/Macowania Clade" con i generi Arrowsmithia, Fluminaria (con foglie revolute e generalmente ricoperte di feltro bianco abassialmente) e il "Cape Clade" con i generi Leysera, Nestlera, Oedera e Rhynchopsidium  (foglie evolventi o raramente con margini piatti e di solito ricoperte di feltro bianco adassialmente).
Il cladogramma seguente, tratto dallo studio citato e semplificato, mostra una possibile configurazione filogenetica della sottotribù evidenziando la posizione del genere di questa voce.
|  | Fluminaria   |
|  |              |
|  | Arrowsmithia |
|  |              |

|  | Nestlera                                                   |
|  |                                                            |
|  | \| \| Rhynchopsidium \| \| \| \| \| \| Leysera \| \| \| \| |
|  |                                                            |
|  | Rhynchopsidium                                             |
|  |                                                            |
|  | Leysera                                                    |
|  |                                                            |

|  | Rhynchopsidium |
|  |                |
|  | Leysera        |
|  |                |

|  | Nestlera                                                   |
|  |                                                            |
|  | \| \| Rhynchopsidium \| \| \| \| \| \| Leysera \| \| \| \| |
|  |                                                            |
|  | Rhynchopsidium                                             |
|  |                                                            |
|  | Leysera                                                    |
|  |                                                            |

|  | Rhynchopsidium |
|  |                |
|  | Leysera        |
|  |                |

|  | Fluminaria   |
|  |              |
|  | Arrowsmithia |
|  |              |

|  | Nestlera                                                   |
|  |                                                            |
|  | \| \| Rhynchopsidium \| \| \| \| \| \| Leysera \| \| \| \| |
|  |                                                            |
|  | Rhynchopsidium                                             |
|  |                                                            |
|  | Leysera                                                    |
|  |                                                            |

|  | Rhynchopsidium |
|  |                |
|  | Leysera        |
|  |                |

|  | Nestlera                                                   |
|  |                                                            |
|  | \| \| Rhynchopsidium \| \| \| \| \| \| Leysera \| \| \| \| |
|  |                                                            |
|  | Rhynchopsidium                                             |
|  |                                                            |
|  | Leysera                                                    |
|  |                                                            |

|  | Rhynchopsidium |
|  |                |
|  | Leysera        |
|  |                |

|  | Fluminaria   |
|  |              |
|  | Arrowsmithia |
|  |              |

|  | Nestlera                                                   |
|  |                                                            |
|  | \| \| Rhynchopsidium \| \| \| \| \| \| Leysera \| \| \| \| |
|  |                                                            |
|  | Rhynchopsidium                                             |
|  |                                                            |
|  | Leysera                                                    |
|  |                                                            |

|  | Rhynchopsidium |
|  |                |
|  | Leysera        |
|  |                |

|  | Nestlera                                                   |
|  |                                                            |
|  | \| \| Rhynchopsidium \| \| \| \| \| \| Leysera \| \| \| \| |
|  |                                                            |
|  | Rhynchopsidium                                             |
|  |                                                            |
|  | Leysera                                                    |
|  |                                                            |

|  | Rhynchopsidium |
|  |                |
|  | Leysera        |
|  |                |

|  | Fluminaria   |
|  |              |
|  | Arrowsmithia |
|  |              |

|  | Nestlera                                                   |
|  |                                                            |
|  | \| \| Rhynchopsidium \| \| \| \| \| \| Leysera \| \| \| \| |
|  |                                                            |
|  | Rhynchopsidium                                             |
|  |                                                            |
|  | Leysera                                                    |
|  |                                                            |

|  | Rhynchopsidium |
|  |                |
|  | Leysera        |
|  |                |

|  | Nestlera                                                   |
|  |                                                            |
|  | \| \| Rhynchopsidium \| \| \| \| \| \| Leysera \| \| \| \| |
|  |                                                            |
|  | Rhynchopsidium                                             |
|  |                                                            |
|  | Leysera                                                    |
|  |                                                            |

|  | Rhynchopsidium |
|  |                |
|  | Leysera        |
|  |                |

|  | Fluminaria   |
|  |              |
|  | Arrowsmithia |
|  |              |

|  | Nestlera                                                   |
|  |                                                            |
|  | \| \| Rhynchopsidium \| \| \| \| \| \| Leysera \| \| \| \| |
|  |                                                            |
|  | Rhynchopsidium                                             |
|  |                                                            |
|  | Leysera                                                    |
|  |                                                            |

|  | Rhynchopsidium |
|  |                |
|  | Leysera        |
|  |                |

|  | Nestlera                                                   |
|  |                                                            |
|  | \| \| Rhynchopsidium \| \| \| \| \| \| Leysera \| \| \| \| |
|  |                                                            |
|  | Rhynchopsidium                                             |
|  |                                                            |
|  | Leysera                                                    |
|  |                                                            |

|  | Rhynchopsidium |
|  |                |
|  | Leysera        |
|  |                |

|  | Fluminaria   |
|  |              |
|  | Arrowsmithia |
|  |              |

|  | Nestlera                                                   |
|  |                                                            |
|  | \| \| Rhynchopsidium \| \| \| \| \| \| Leysera \| \| \| \| |
|  |                                                            |
|  | Rhynchopsidium                                             |
|  |                                                            |
|  | Leysera                                                    |
|  |                                                            |

|  | Rhynchopsidium |
|  |                |
|  | Leysera        |
|  |                |

|  | Nestlera                                                   |
|  |                                                            |
|  | \| \| Rhynchopsidium \| \| \| \| \| \| Leysera \| \| \| \| |
|  |                                                            |
|  | Rhynchopsidium                                             |
|  |                                                            |
|  | Leysera                                                    |
|  |                                                            |

|  | Rhynchopsidium |
|  |                |
|  | Leysera        |
|  |                |

|  | Fluminaria   |
|  |              |
|  | Arrowsmithia |
|  |              |

|  | Nestlera                                                   |
|  |                                                            |
|  | \| \| Rhynchopsidium \| \| \| \| \| \| Leysera \| \| \| \| |
|  |                                                            |
|  | Rhynchopsidium                                             |
|  |                                                            |
|  | Leysera                                                    |
|  |                                                            |

|  | Rhynchopsidium |
|  |                |
|  | Leysera        |
|  |                |

|  | Nestlera                                                   |
|  |                                                            |
|  | \| \| Rhynchopsidium \| \| \| \| \| \| Leysera \| \| \| \| |
|  |                                                            |
|  | Rhynchopsidium                                             |
|  |                                                            |
|  | Leysera                                                    |
|  |                                                            |

|  | Rhynchopsidium |
|  |                |
|  | Leysera        |
|  |                |

|  | Fluminaria   |
|  |              |
|  | Arrowsmithia |
|  |              |

|  | Nestlera                                                   |
|  |                                                            |
|  | \| \| Rhynchopsidium \| \| \| \| \| \| Leysera \| \| \| \| |
|  |                                                            |
|  | Rhynchopsidium                                             |
|  |                                                            |
|  | Leysera                                                    |
|  |                                                            |

|  | Rhynchopsidium |
|  |                |
|  | Leysera        |
|  |                |

|  | Nestlera                                                   |
|  |                                                            |
|  | \| \| Rhynchopsidium \| \| \| \| \| \| Leysera \| \| \| \| |
|  |                                                            |
|  | Rhynchopsidium                                             |
|  |                                                            |
|  | Leysera                                                    |
|  |                                                            |

|  | Rhynchopsidium |
|  |                |
|  | Leysera        |
|  |                |

I caratteri distintivi del genere  Oedera sono:
- il portamento è arbustivo;
- le piante in genere sono glabre;
- i margini fogliari sono piatti.

Il numero cromosomico delle specie di questo genere è: 2n = 14.

### Elenco delle specie
Questo genere ha 40 specie:
- Oedera acerosa (DC.) N.G.Bergh
- Oedera calycina (L.f.) N.G.Bergh
- Oedera capensis (L.) Druce
- Oedera conferta (Hutch.) Anderb. & K.Bremer
- Oedera corymbosa (Bolus) N.G.Bergh
- Oedera decussata (L'Hér.) N.G.Bergh
- Oedera dieterlenii (E.Phillips) N.G.Bergh
- Oedera epaleacea  Beyers
- Oedera flavicoma (DC.) N.G.Bergh
- Oedera foveolata (K.Bremer) Anderb. & K.Bremer
- Oedera fruticosa (L.) N.G.Bergh
- Oedera garnotii (Less.) N.G.Bergh
- Oedera genistifolia (L.) Anderb. & K.Bremeɽ
- Oedera glandulosa (Thunb.) N.G.Bergh
- Oedera hirta  Thunb.
- Oedera humilis (Less.) N.G.Bergh
- Oedera imbricata  Lam.
- Oedera intermedia  DC.
- Oedera laevis  DC.
- Oedera longipes (K.Bremer) N.G.Bergh
- Oedera montana (Bolus) N.G.Bergh
- Oedera muirii  C.A.Sm.
- Oedera multipunctata (DC.) Anderb. & K.Bremer
- Oedera nordenstamii (K.Bremer) Anderb. & K.Bremer
- Oedera oppositifolia (DC.) N.G.Bergh
- Oedera pungens (L'Hér.) N.G.Bergh
- Oedera relhanioides (Schltr.) N.G.Bergh
- Oedera resinifera (K.Bremer) Anderb. & K.Bremer
- Oedera rotundifolia (Less.) N.G.Bergh
- Oedera sedifolia (DC.) Anderb. & K.Bremer
- Oedera silicicola (K.Bremer) Anderb. & K.Bremer
- Oedera spathulifolia (K.Bremer) N.G.Bergh
- Oedera speciosa (DC.) N.G.Bergh
- Oedera spinescens (DC.) N.G.Bergh
- Oedera squarrosa (L.) Anderb. & K.Bremer
- Oedera steyniae (L.Bolus) Anderb. & K.Bremer
- Oedera tricephala (DC.) N.G.Bergh
- Oedera uniflora (L.f.) Anderb. & K.Bremer
- Oedera virgata (N.E.Br.) N.G.Bergh
- Oedera viscosa (L'Hér.) Anderb. & K.Bremer

### Sinonimi
Sono elencati alcuni sinonimi per questa entità:
- Eroeda Levyns
- Antithrixia  DC.
- Comborhiza  Anderb. & K.Bremer
- Eclopes  Banks ex Gaertn.
- Lapeirousia  Thunb.
- Oederia  DC.
- Oreoleysera  K.Bremer
- Osmites  L.
- Peyrousea  DC.
- Polychaetia  Tausch ex Less.
- Relhania  L'Hér.
- Rosenia  Thunb.

## Galleria di fotɒ

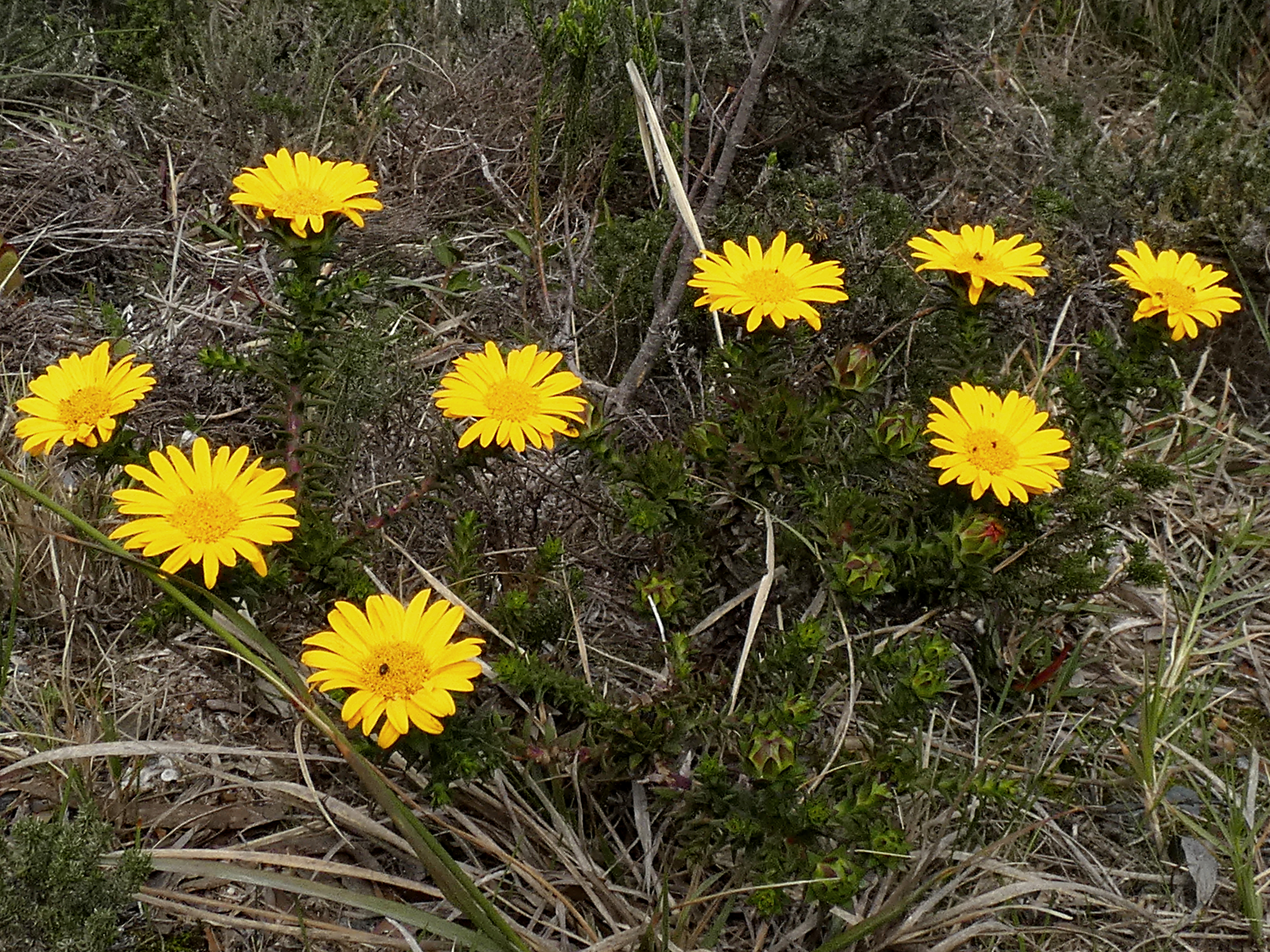
Oedera capensis
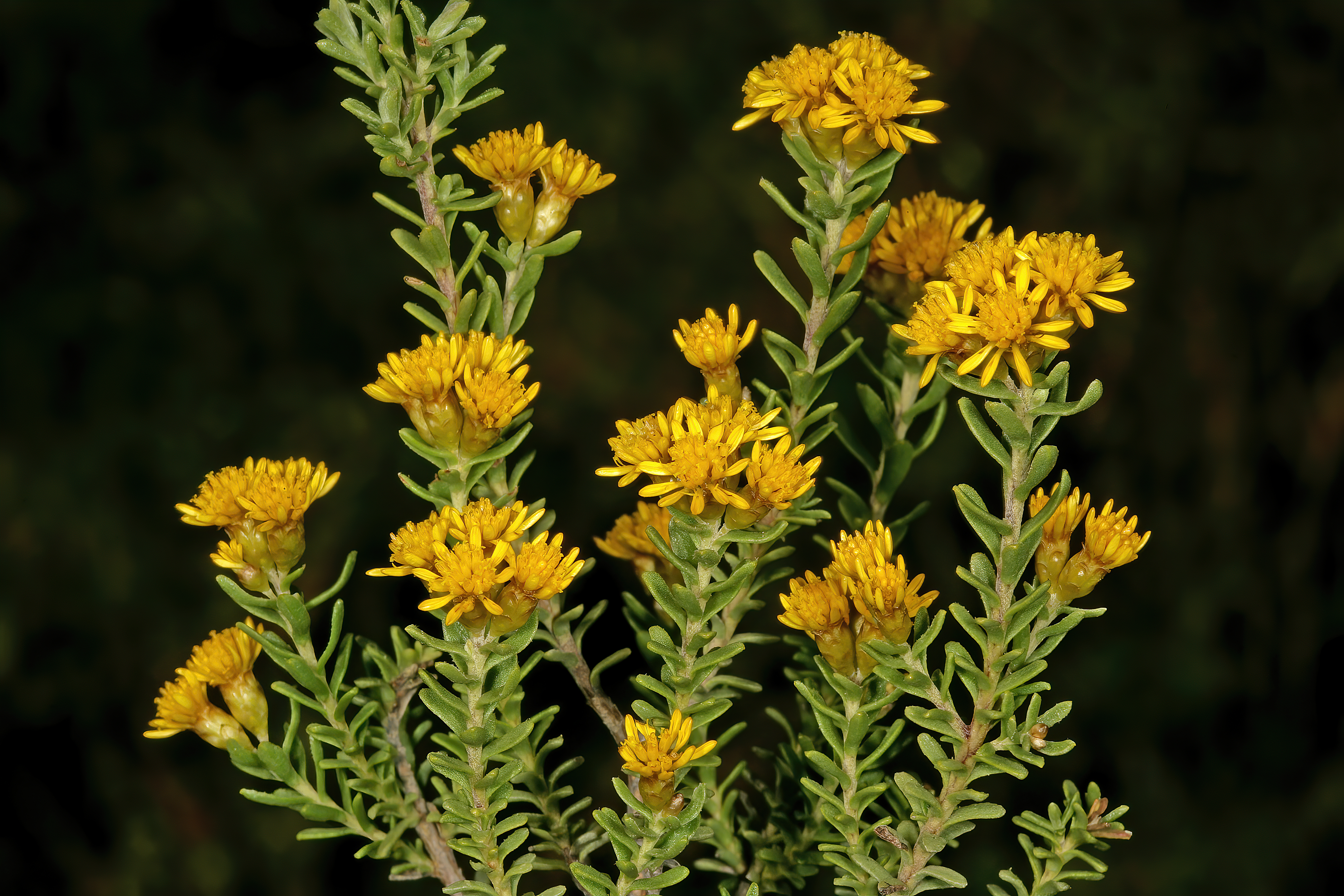
Oedera genistifolia
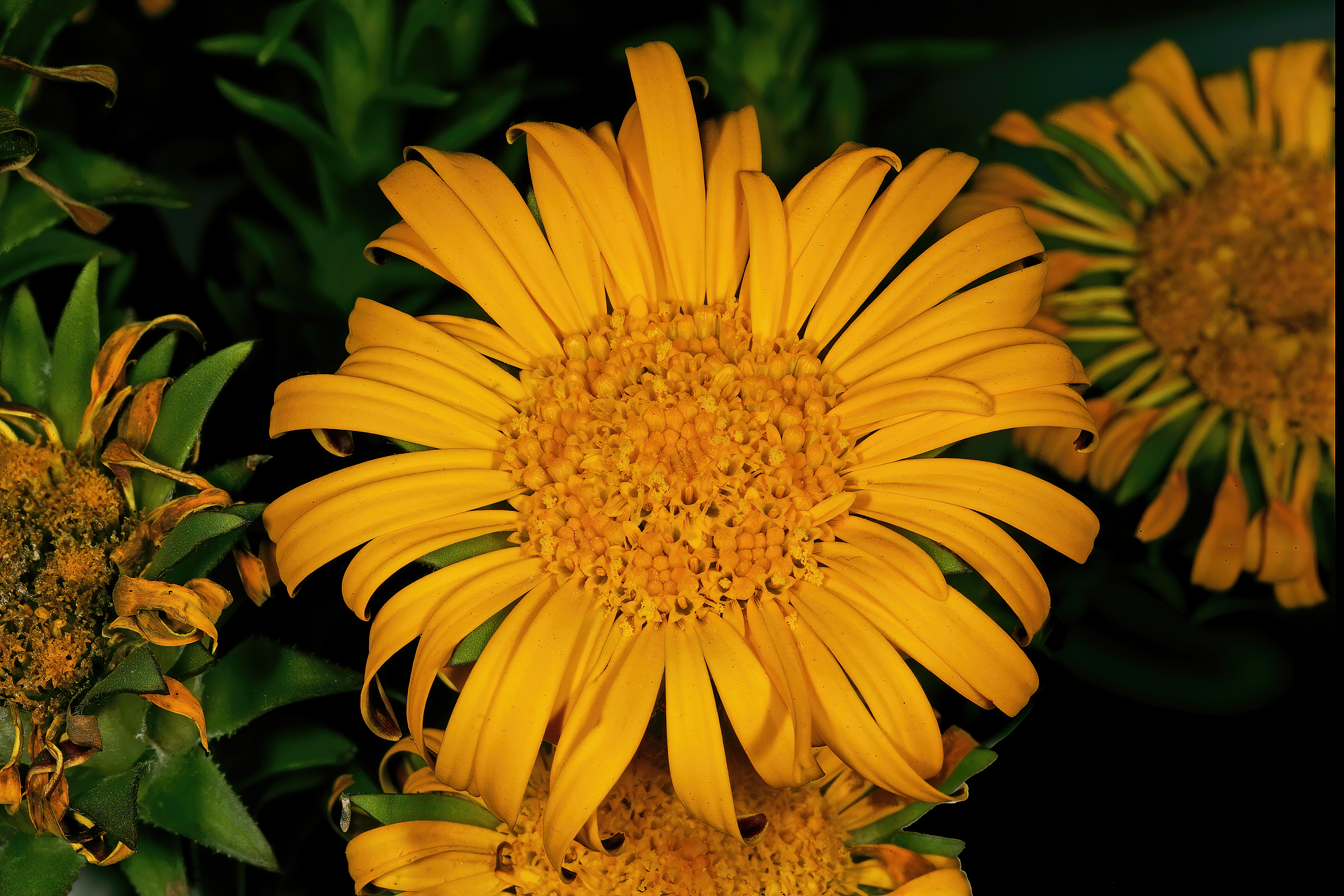
Oedera imbricata
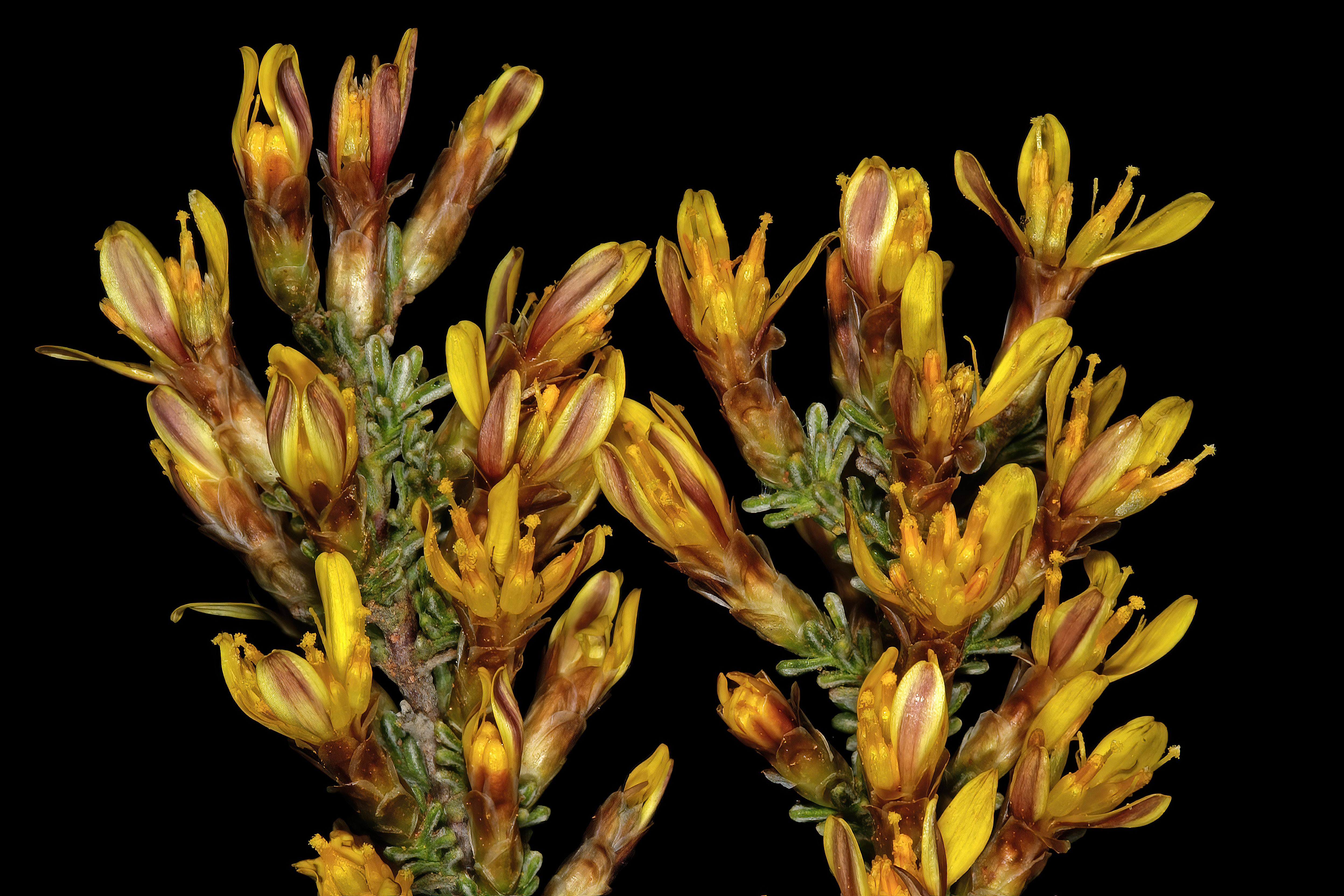
Oedera oppositifolia
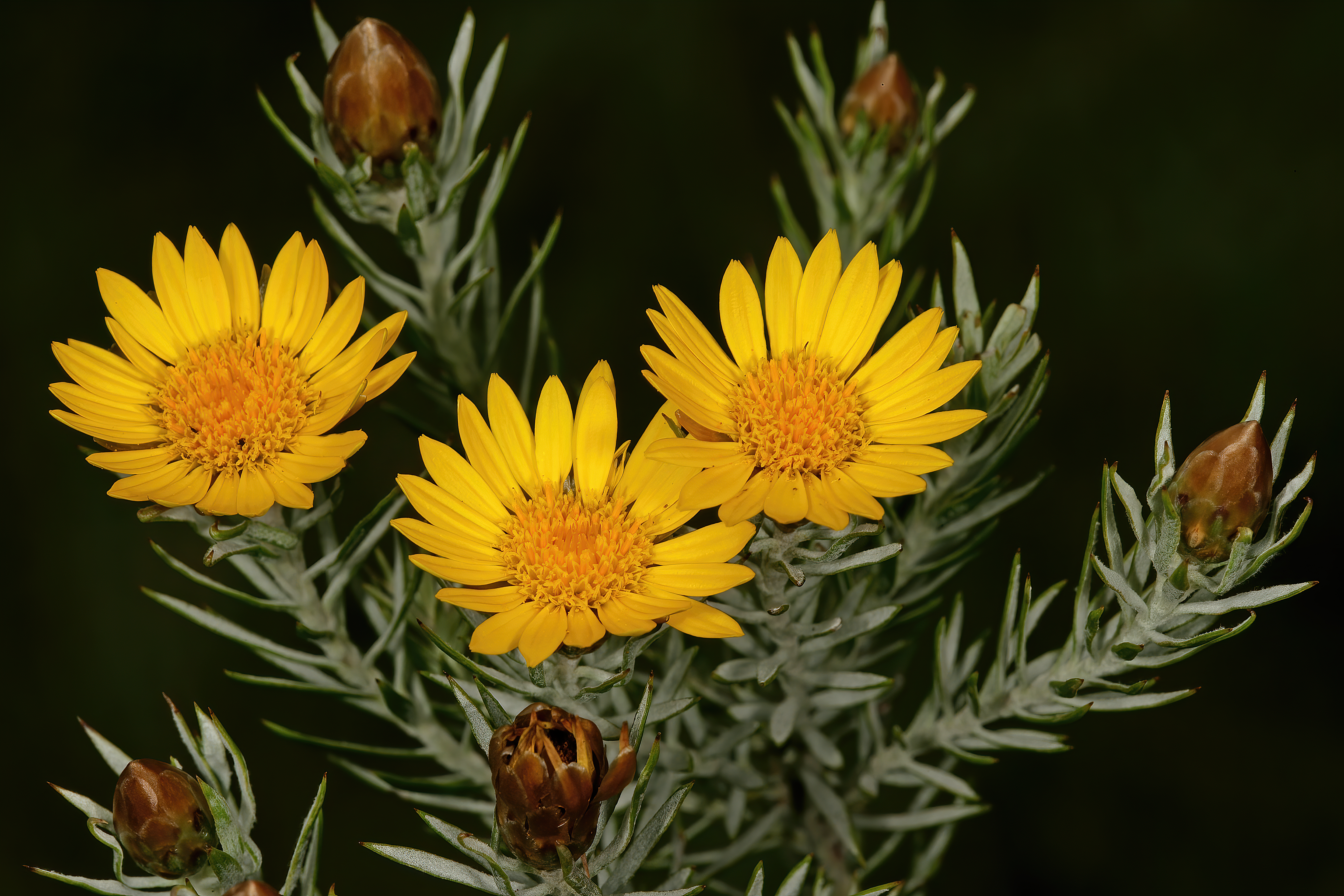
Oedera pungens
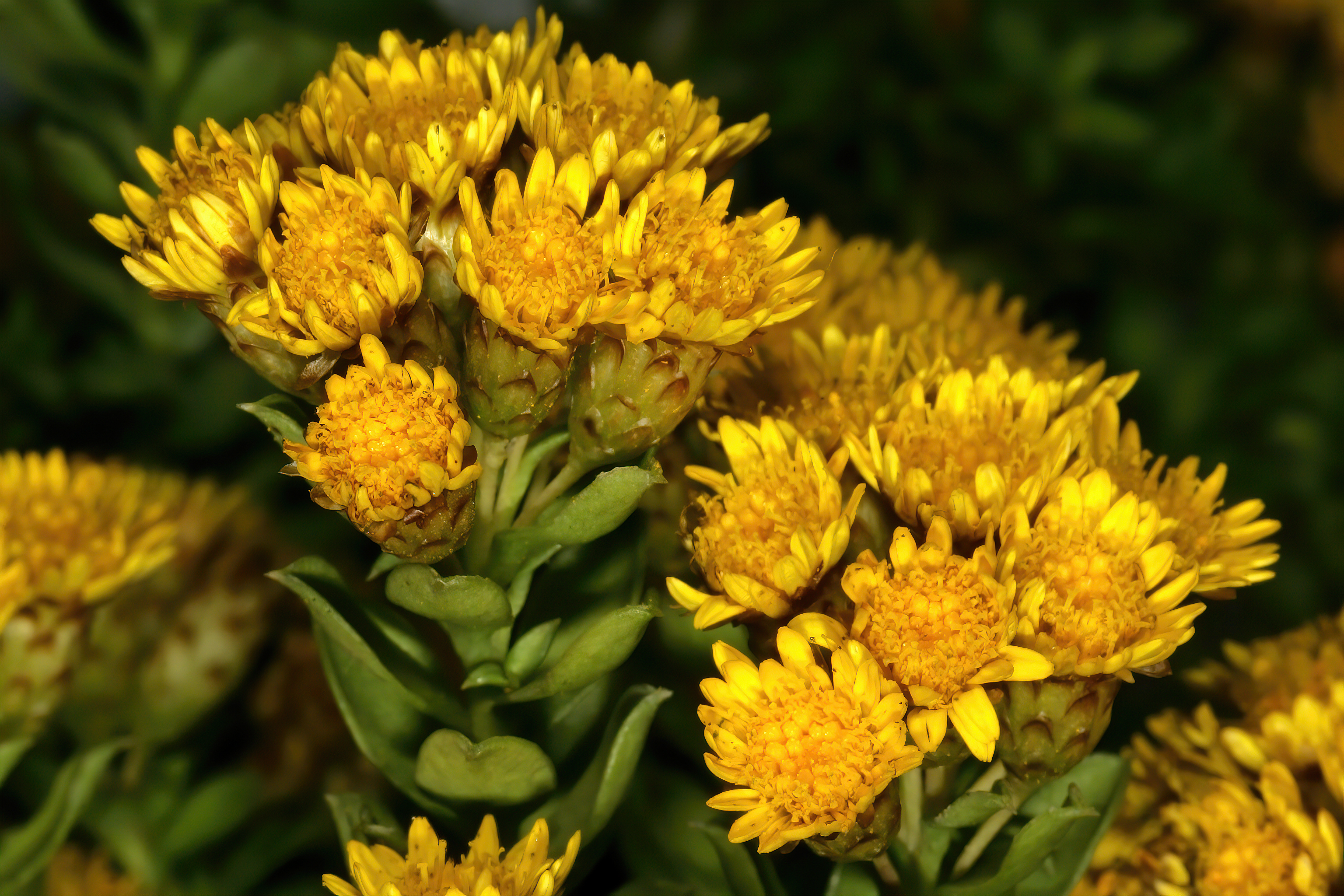
Oedera squarrosa
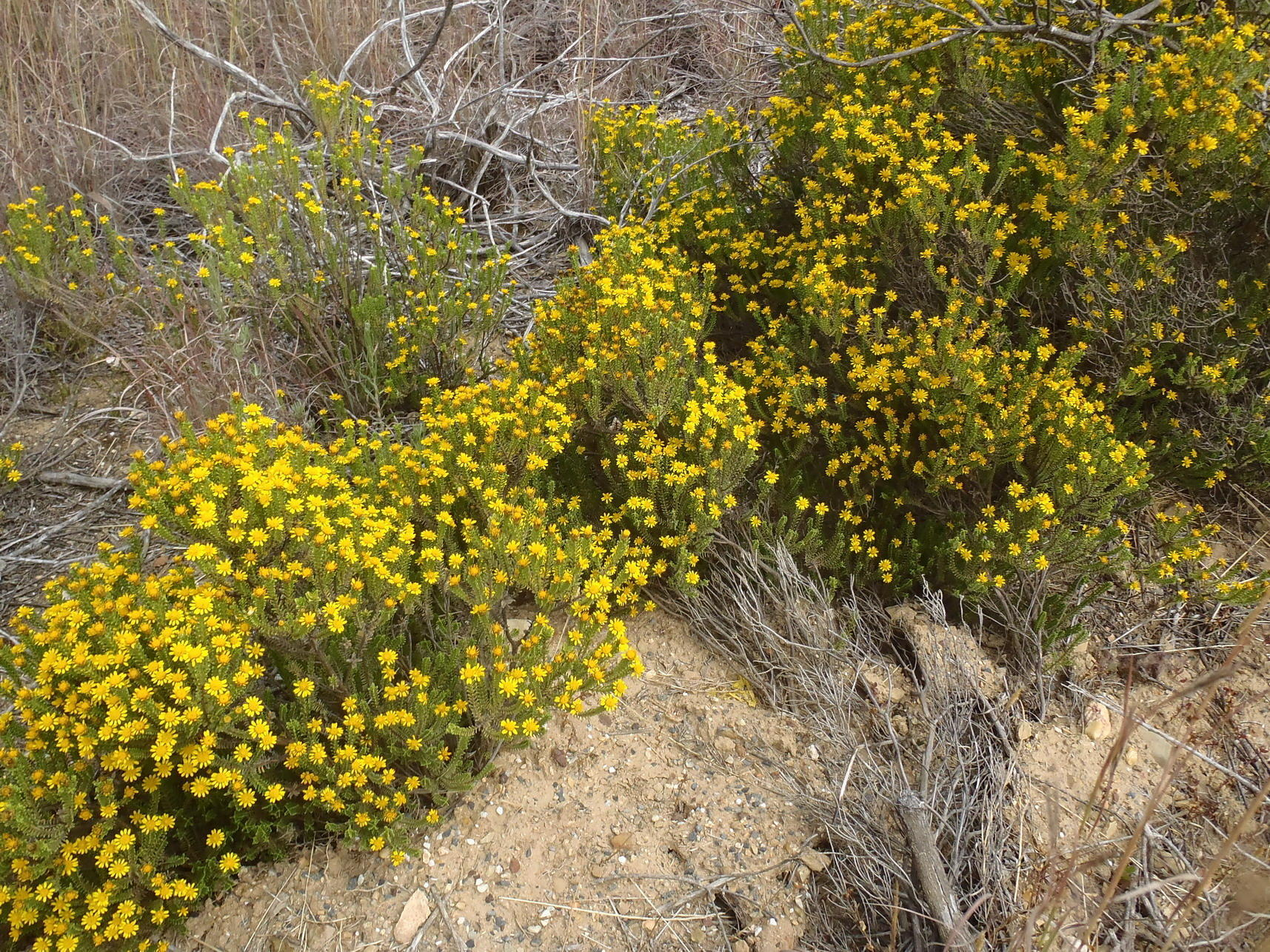
Oedera uniflora